# Adelaide av Barcelona
Adelaide av Barcelona, död 993, var en spansk abbedissa. 
Hon var dotter till Sunyer av Barcelona och Riquilda, och gift sig före 935 med sin farbror Seniofredo II, greve av Urgel. Som änka 940/948 blev hon abbedissa iSan Juan de las Abadesses och San Pedro de las Puellas. Hon är känd för sin tid som abbedissa, då hennes kloster var en av landets största jordägare, vilket skapade spänningar med statsmakten. 